# Gründelsloch Kindelbrück
Gründelsloch Kindelbrück este o arie protejată (arie specială de conservare — SAC, sit de importanță comunitară — SCI) din Germania întinsă pe o suprafață de 4 ha, integral pe uscat.

## Localizare
Centrul sitului Gründelsloch Kindelbrück este situat la coordonatele 51°15′55″N 11°04′46″E / 51.2653°N 11.0794°E.

## Înființare
Situl Gründelsloch Kindelbrück a fost declarat sit de importanță comunitară în iunie 2004 pentru a proteja un număr necunoscut de specii din flora spontană și fauna sălbatică aflate în arealul zonei. Situl a fost protejat și ca arie specială de conservare în iulie 2008.

## Biodiversitate
Situată în ecoregiunea continentală, aria protejată conține 2 habitate naturale: Ape puternic oligomezotrofe cu vegetație bentonică cu Chara spp., Lacuri eutrofice naturale cu vegetație de tip Magnopotamion sau Hydrocharition.
La baza desemnării sitului se află un număr nedeclarat de specii protejate: